# Einstein Lyceum
Het Einstein Lyceum is een middelbare school in Hoogvliet. Op de school kan men mavo, havo en vwo inclusief gymnasium volgen.
Op 8 april 2014 opende koningin Máxima officieel Campus Hoogvliet, waar de school sinds begin 2014 samen met twee andere onderwijsinstellingen gevestigd is. Sinds de coronacrisis is het imago van de school sterk achteruitgegaan.

## Project P
In april 2014 ontstond enige commotie vanwege het feit dat door een van de leerlingen die gepest zou worden opnamen waren gemaakt met een verborgen camera voor het televisieprogramma Project P: Stop Het Pesten. Op deze beelden zou het pestgedrag van medescholieren te zien zijn geweest. Hierop spande de school een kort geding aan tegen RTL en de producent Skyhigh TV, om te voorkomen dat de met de verborgen camera opgenomen beelden en beelden van een confrontatie tussen de programmamakers en de leerlingen nabij een sportveld op televisie zouden worden uitgezonden. Op 16 mei 2014 stelde de rechtbank, dat RTL de opnamen niet mocht uitzenden.